# Уэлс (Мэн)
Уэлс (англ. Wells) — небольшой город в округе Йорк штата Мэн, США. Население на 2010 год — 9,589 чел.
Популярное туристическое место летнего отдыха.

## География
Город расположен на южном побережье залива Мэн, граничит с городом Киннербанк на северо-востоке и городом Санфорд на юго-западе.
Согласно данным Бюро переписи населения США площадь территории города составляет 190 кв.км., из которых 149 кв.км. — суша, 41 км² — вода.

## Население
По переписи населения 2010 года население города составляло 9589 человек — 4120 домовладений, 2734 семьи.
Расовый состав: 97 % жителей белые, 0,5 % — афроамериканцы, 0,6 % азиаты, испанцы и латиноамериканцы — 1,2 %.

## История

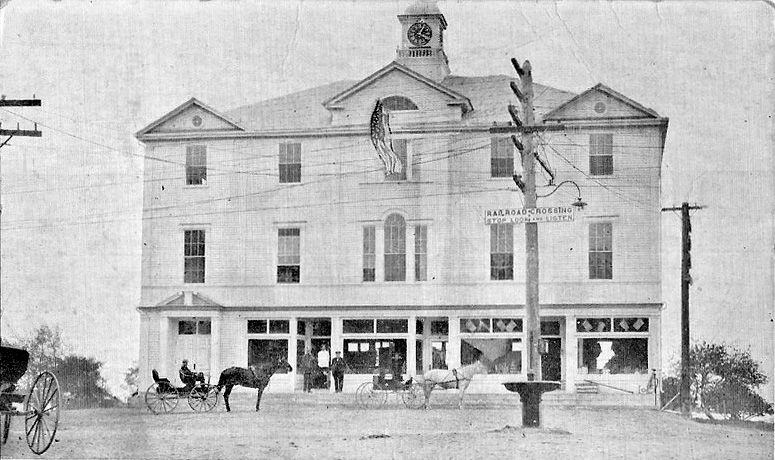
Городская ратуша, 1922

В 1622 году английская Плимутская компания наградила Фердинандо Горджеса территорией, которая включала в себя землю современного Уэлса. В 1641 году кузен Горджеса Томас Горджес, действуя как его представитель и агент, предоставил право заселить территорию английским переселенцам из города Эксетер (Нью-Гэмпшир).
В 1653 году Уэлс был образован как город, это был третий город, образованный в Мэне. Назван был в честь английского города Уэлс.
Город являлся северо-восточным фронтиром для английских поселенцев. За исключением строительства нескольких фортов и мест размещения гарнизонов, попытки колонизировать местность Мэна севернее Уэлса не удавались, поскольку наталкивались на отпор индейцев в союзе с Новой Францией, которые считали эту территорию своей.
Уэлс пережил три атаки, наиболее известная из которых — Рейд на Уэлс 1692 года, предпринятый индейцами абенаки совместно с войсками Новой Франции, когда гарнизон Уэлса из 34 солдат отбил атаку 400 нападавших.
Вскоре регион стал менее опасным, особенно после победы английских колонистов в битве при Луисбурге в 1745 году.
Изначально город включал в себя Кеннебанк, ставший отдельным городом в 1820 — спустя год после образования штата Мэн, и Оганквит, выделенный из территории города в 1913.
Город развивался как регион сельского хозяйства, другие отрасли экономики включали судостроение и рыболовство.
С проведением в XIX веке в город железной дороги красивые пляжи города стали привлекать туристов, многие гостиницы и отели были построены на побережье. Туризм и сегодня является важнейшей отраслью экономики города.